# Morány (zámek)
Lovecký zámeček Morány stojí na okraji vsi Morány, části obce Čestín. Od roku 1973 je chráněn jako kulturní památka. Okolo zámečku vede cyklotrasa 0121 od Čestína na Kamennou Lhotu.

## Historie
V roce 1707 odkoupil sklář Vavřinec Eisner od Diviše Miseroniho z Lisonu část panství Čestín, kde po vzoru italského Murana (odtud název) založil sklářskou osadu. Součástí této osady a pozdější vsi Morány byl i panský dvůr, sloužící jako správní budova. Jednalo se o jednopatrovou budovu na půdorysu obdélníka. V roce 1740 osadu převzal Jan Eisner, ale roku 1765 ji odkoupila Teresie Waidmanová a ta ji v roce 1780 postoupila svému zeti Ondřeji Grimmovi. V této době došlo ke zpustnutí skláren, nicméně panský dům byl nadále obýván. Někdy před rokem 1840 odkoupil ves Martin Plešinger, který v letech 1840–1841 nechal panský dvůr přestavět a zvýšit o patro. Roku 1894 pak od Antonína Moravce statek odkoupil Josef Hrubý z Jelení, jen nechal panský dvůr někdy okolo roku 1900 přestavět na lovecký zámeček. Po roce 1945 přešel do majetku státu. Nejprve sloužil potřebám lesnické správy, později jej jako internát využívala lesnická škola v Kamenné Lhotě, posléze zde byl domov důchodců a léčebný ústav pro mentálně postižené. V 90. letech 20. století získal zámeček v restituci Jaromír Hrubý-Gelenj (1922–2012), jenž se ihned pustil do rekonstrukce objektu. V roce 2013 získal zámeček po zesnulém Jaromíru Hrubém jeho synovec Filip Sternberg (* 1956).[zdroj?]